# Uno Rjóko
Uno Rjóko (宇野 涼子; Hepburn: Uno Ryōko)(Szagamihara, 1975. november 9. –) japán válogatott labdarúgó.

## Klub
A labdarúgást a NTV Beleza csapatában kezdte. 83 bajnoki mérkőzésen lépett pályára és 6 gólt szerzett. 2000-ben a TEPCO Mareeze csapatához szerződött. 2000 és 2007 között a TEPCO Mareeze csapatában játszott. 78 bajnoki mérkőzésen lépett pályára. 2007-ben vonult vissza.

## Nemzeti válogatott
1991-ben debütált a japán válogatottban. A japán válogatott tagjaként részt vett az 1995-ös világbajnokságon. A japán válogatottban 6 mérkőzést játszott.

## Statisztika
| Japán válogatott | Japán válogatott | Japán válogatott |
| Időszak          | Mérk.            | gól              |
| ---------------- | ---------------- | ---------------- |
| 1991             | 1                | 0                |
| 1992             | 0                | 0                |
| 1993             | 4                | 0                |
| 1994             | 0                | 0                |
| 1995             | 0                | 0                |
| 1996             | 1                | 0                |
| Összesen         | 6                | 0                |

## Sikerei, díjai
Japán válogatott
- Ázsia-kupa:  Ezüst; 1991,  Bronz; 1993

Klub
- Japán bajnokság: 1990, 1991, 1992, 1993

Egyéni
- Az év Japán csapatában: 1991, 1992, 1993